# Dianthus praecox
Dianthus praecox — вид квіткових рослин з родини гвоздикових (Caryophyllaceae). Ареал: Австрія, Словаччина, Чехія, Угорщина, Польща.

## Середовище
Рослина поширена від пагорбів до субальпійського рівня на луках, на щебені та у тріщинах скель, рідко на луках і пасовищах у передгір'ях, виключно на вапняках. Шукає кам'янисті, багаті гумусом, вологі, водопроникні, лужні та нейтральні ґрунти. 

## Біоморфологічний опис
Це пучкова сіро-зелен Багаторічна рослина, що досягає висоти 10—40 сантиметрів. Кореневище гіллясте, з численними короткими безплідними облистненими пагонами. Стебла (квітконосні) прямі з 1–6 парами листків. Листки косо відстовбурчені, лінійні, до 5  см завдовжки і 1–3 мм завширшки, загострені, дрібнопилчасті. Квітки поодинокі або попарно, запашні, підчашкові приквітки широкоеліптичні, круто загострені, зелені, в 4 рази коротші за чашечку, 18–25 мм завдовжки. Віночок білий або рожевий, 25–35 мм в діаметрі, пелюстки 13–15 мм завдовжки, до 1/3-1/2 кудлаті. Цвіте з травня по липень (серпень).